# Теракт на Олимпийских играх в Мюнхене

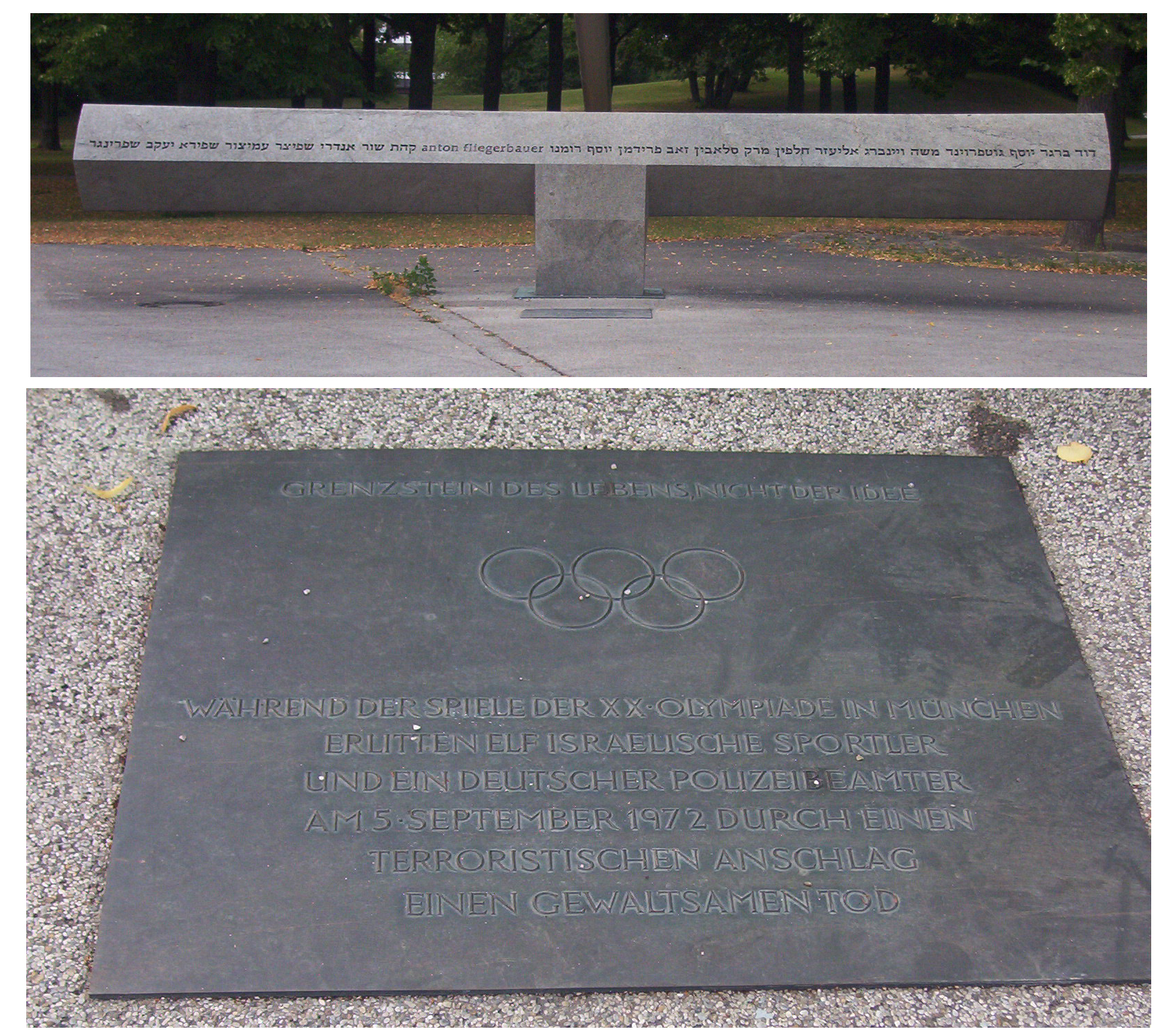
Памятный камень и мемориальная доска в Олимпийском парке Мюнхена

Тера́кт на мю́нхенской Олимпиа́де (Мюнхенские убийства, Олимпийский теракт, Мюнхенская резня) — теракт, совершённый во время Олимпийских игр в Мюнхене в 1972 году членами террористической палестинской организации «Чёрный сентябрь», жертвами которого стали 11 членов израильской олимпийской сборной (четыре тренера, пять спортсменов и двое судей) и один западногерманский полицейский. 5 из 8 террористов были убиты в перестрелке с полицией в ходе провалившейся попытки освобождения заложников, проведённой в ночь на 6 сентября. Террористам удалось взорвать один из вертолётов, в котором находились заложники.
Трое уцелевших террористов были захвачены, но позднее освобождены Западной Германией после захвата «Чёрным сентябрём» авиалайнера компании «Люфтганза». Израиль ответил на освобождение террористов операциями «Весна молодости» и «Гнев Божий», в ходе которых израильские спецслужбы выследили и уничтожили некоторых подозреваемых в подготовке теракта.

## Подготовка теракта
По мнению журналиста и писателя Леонида Млечина, идея теракта возникла 17 июля 1972 года в ходе встречи руководителей «Чёрного сентября» Абу Дауда, Абу Айяда и Факри аль-Умари в Риме после того, как МОК отказал в участии в мюнхенской Олимпиаде палестинской молодёжной федерации (недоступная ссылка).
Абу Дауд, один из организаторов и идеологов теракта, позже писал, что во время последней встречи вечером 4 сентября 1972 года накануне теракта он сказал восьми своим сообщникам:

Операция, для которой вы были выбраны, является политически важной… надо захватить этих израильтян живыми… Никто не отрицает, что у вас есть право использовать оружие для самозащиты. Тем не менее открывайте огонь, только если вы не можете поступить иначе… Это не ликвидация ваших врагов, это захват их в плен для последующего обмена. Гранаты на потом, и только для того, чтобы впечатлить немецких переговорщиков и защитить себя.

## Организация охраны олимпийской деревни
Ко времени захвата заложников оставалось пять дней до закрытия Олимпиады. Олимпийский комитет Западной Германии поддерживал открытую и дружественную атмосферу в олимпийской деревне, чтобы помочь стереть воспоминания о милитаристском облике Германии военного времени. Сотрудники безопасности готовы были иметь дело только с подделкой билетов и с пьяными. Создатели документального фильма One Day in September утверждают, что режим безопасности олимпийской деревни был намеренно ослаблен и что атлеты часто заходили в деревню без предъявления пропусков. Многие спортсмены обходили контрольно-пропускные пункты, перелезая через забор из сетчатой проволоки, установленный вокруг деревни.
Отсутствие вооружённой охраны беспокоило главу израильской делегации Шмуэля Лалкина ещё до того, как его команда прибыла в Мюнхен. В последующих интервью с журналистами Сержем Грусаром и Аароном Кляйном Лалкин заявил, что его удивило место, выбранное для размещения его команды, — в относительно изолированной части олимпийской деревни в небольшом доме у ворот. Лалкин считал, что это место легко уязвимо для нападения извне. Немецкие власти уверяли Лалкина, что по отношению к команде Израиля будут приняты особые меры безопасности, но Лалкин сомневался, что это вообще будет сделано.
За несколько месяцев до олимпиады организаторы попросили западногерманского судебного психолога доктора Георга Зибера разработать 26 сценариев террористических атак, чтобы помочь организаторам разработать меры безопасности. Среди 26 вариантов прогнозов, включая теракты со стороны различных группировок, начиная от баскской ЭТА и заканчивая Организацией освобождения Палестины (ООП), была и «ситуация № 21», которая практически полностью была реализована 5 сентября 1972 года (после теракта полиция отказалась от его услуг). «Ситуация № 21» точно отображала нападение вооружённых палестинцев на квартиры израильской делегации, убийство и захват заложников, требования к Израилю освободить заключённых и требование предоставить самолёт, чтобы покинуть Германию. Организаторы выступили против подготовки к недопущению «ситуации № 21» и прочих сценариев, так как охрана игр помешала бы претворению в жизнь образа «беззаботных игр» без мощной охраны.
В 2012 году немецкий журнал Der Spiegel опубликовал на первой полосе информацию о том, что власти ФРГ получили предупреждение от палестинского информатора в Бейруте о намерении палестинцев провести «инцидент» на Олимпийских играх. В связи с этим предупреждением министр иностранных дел считал необходимым серьёзно подойти к организации безопасности на играх и настаивал на том, чтобы были приняты «все возможные меры безопасности». Согласно Der Spiegel, власти отказались учесть это предупреждение и никогда не упоминали о нём. Журнал также добавляет, что это было частью 40-летнего замалчивания непрофессионализма властей и полиции, проявленных в ходе теракта.

## Захват заложников

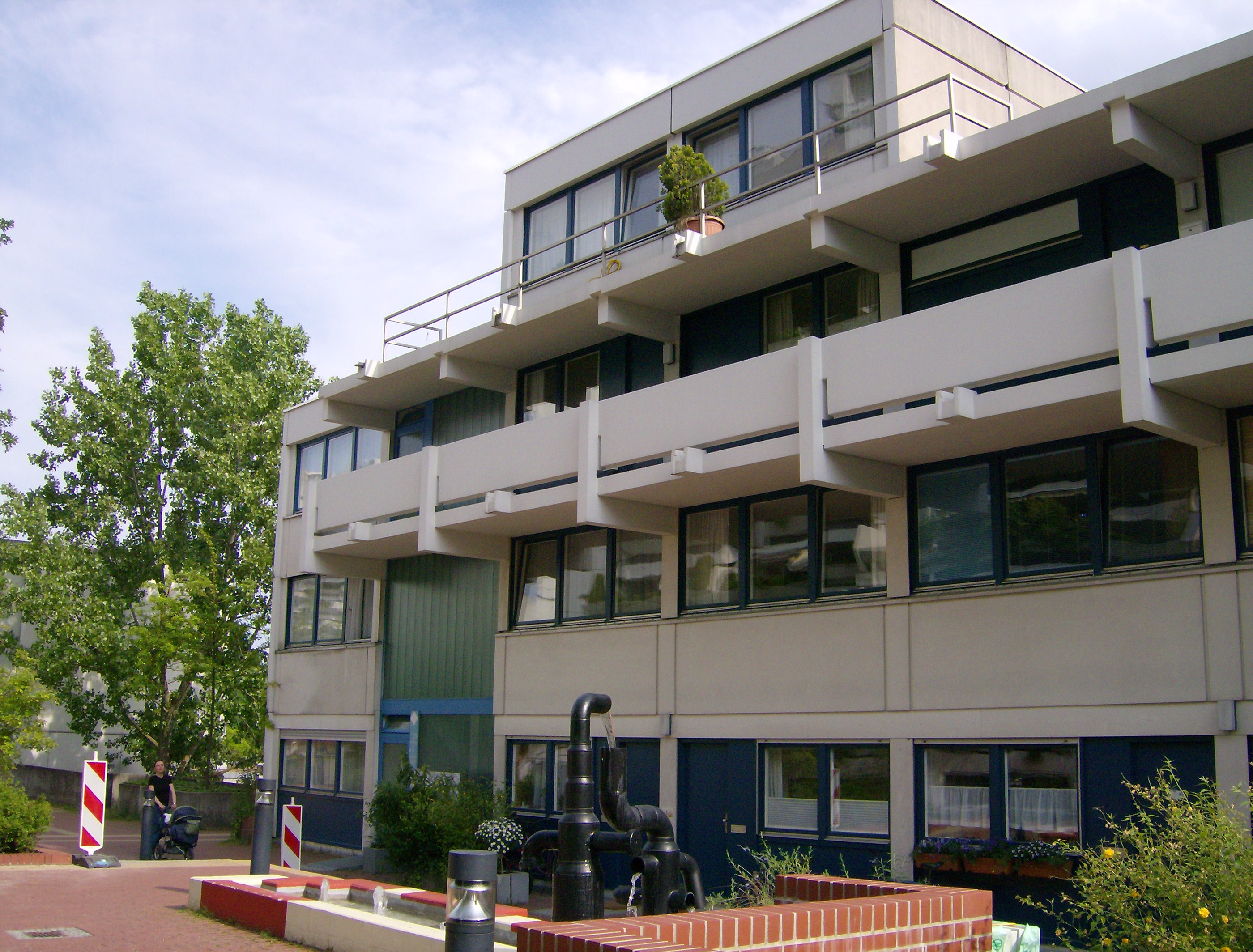
Здание олимпийской деревни, где удерживали заложников, почти не изменилось. Окно квартиры № 1 под балконом слева.

Вечером 4 сентября израильские атлеты вышли на ночную прогулку, посмотрели представление «Скрипач на крыше» и поужинали со звездой спектакля израильским актёром Шмуэлем Роденски, после чего вернулись в олимпийскую деревню на автобусе команды. В ходе поездки на автобусе Лалкин отказал своему 13-летнему сыну, который успел свести дружбу со штангистом Йосефом Романо и борцом Элиэзером Халфиным, переночевать в их квартире (возможно, этот отказ спас жизнь мальчика).
5 сентября, во вторник, в 4:10, когда атлеты спали, появились восемь членов террористической группы «Чёрный сентябрь», одетые в спортивные костюмы, они тащили вещмешки, в которых несли автоматы Калашникова (АКМ), пистолеты ТТ и гранаты. Террористы через 20 минут перелезли через ограду с помощью ничего не подозревавших атлетов из олимпийской деревни. Оказавшись внутри, террористы достали украденные ключи, чтобы проникнуть в две квартиры на Конолли-штрассе, 31, где поселилась израильская команда.
Судья по борьбе Йосеф Гутфройнд проснулся, услышав слабый скрежет в двери квартиры № 1, где размещались израильские судьи и чиновники. Он встал, чтобы проверить, в чём дело, и обнаружил, что дверь открывается, а по ту сторону находятся вооружённые люди в балаклавах. Судья закричал, чтобы предупредить своих товарищей по комнате и навалился всем своим весом (135 кг) на дверь, чтобы воспрепятствовать захватчикам войти в квартиру. Тем самым он дал время своему товарищу по комнате судье по тяжёлой атлетике Тувье Сокольски достаточное, чтобы разбить стекло и спастись бегством. Судья по борьбе Моше Вайнберг схватился с террористами, но они прострелили ему щёку и заставили помогать в поиске других атлетов. Проведя террористов к квартире № 2, Вайнберг обманул их, заявив, что постояльцы этой квартиры не из Израиля. Вместо этого Вайнберг отвёл их к квартире № 3, где террористы захватили шестерых борцов и штангистов в качестве дополнительных заложников. Возможно, Вайнберг надеялся, что более сильные физически постояльцы квартиры № 3 смогут оказать сопротивление террористам, однако те были застигнуты врасплох во сне.
Когда террористы повели атлетов из квартиры № 3 в квартиру судей, раненый Вайнберг опять накинулся на террористов, что дало время одному из борцов Гади Цабари бежать через подземный гараж. Крепкий физически Вайнберг нокаутировал одного из террористов и порезал другого ножом для фруктов, но сразу был убит.
Тело Моше Вайнберга без признаков жизни было найдено около дверей комплекса жилого блока № 31 в 5:00. Спустя полчаса офицеры мюнхенской полиции подняли тревогу.
Ветеран Шестидневной войны штангист и тяжелоатлет Йосеф Романо напал на одного из террористов и ранил его. Другие террористы тяжело ранили Романо, кастрировали его и подвергли его жутким издевательствам. Тяжелоатлет скончался в тот же день от потери крови.
У террористов остались девять заложников. Кроме Гутфройнда, они захватили тренера по стрельбе Кехата Шора, тренера по лёгкой атлетике Амицура Шапиро, тренера по фехтованию Андре Шпицера, судью по тяжёлой атлетике Яакова Шпрингера, борцов Элиэзера Халфина и Марка Славина, штангистов Давида Бергера и Зеэва Фридмана. Гутфройнда, самого большого и физически сильного из заложников, террористы привязали к стулу (по описанию Груссара, его спеленали как мумию). Остальных разделили на четвёрки, связали запястья и лодыжки, привязали друг к другу и сложили на две кровати в комнатах Шпрингера и Шапиро. Изрешечённое пулями тело Романо осталось лежать под ногами его товарищей в качестве предупреждения.
В 6:20 мировые СМИ сообщают о первом в современной истории теракте на Олимпиаде.
Один из членов израильской команды легкоатлет (спортивная ходьба) профессор Шауль Ладани (Shaul Ladany) проснулся в квартире № 2 от криков Гутфройнда, прыгнул с балкона и спасся бегством через задний двор. Четверо других постояльцев квартиры № 2 (стрелки Генри Генрикович и Зелиг Строч, фехтовальщики Дан Алон и Иегуда Вейсенштейн, глава делегации Шмуэль Лалкин и два медика команды) спрятались и затем спаслись бегством из уже осаждённого здания. Две женщины из израильской олимпийской команды — Эстер Шахаморов (спринт и бег с препятствиями) и пловчиха Шломит Нир — разместились в другой части олимпийской деревни и не попали в число заложников. Трое других членов израильской команды, два яхтсмена и их менеджер, находились в 700 км от Мюнхена в Киле, где проходили соревнования по парусному спорту в рамках Олимпиады.
В 11:00 место действия буквально осаждается журналистами. 4000 журналистов и 2000 телерепортёров вещают трансляции мероприятия. Канцлер ФРГ Вилли Брандт поручает МОК приостановить проведение Олимпиады.
Впоследствии террористы были опознаны как палестинские фидаины из лагерей беженцев в Ливане, Сирии и Иордании. Были опознаны Лютиф Афиф (Иса), он был командиром группы (трое его братьев были членами «Чёрного сентября», двое из них пребывали в израильских тюрьмах), Юсуф Назал (Тони), заместитель командира и младшие члены группы Афиф Ахмед Хамид (Паоло), Халид Явад (Салах), Ахмед Чика Таа (Абу Халла), Мохамед Сафади (Бадран), Аднан аль-Гаши (Денави) и его двоюродный брат Джамал аль-Гаши (Самир). Согласно автору Симону Риву Афиф, Назал и один из их сообщников работали на различных должностях в олимпийской деревне и потратили две недели на сбор разведданных о цели. Один из членов уругвайской олимпийской делегации, разместившийся вместе с израильтянами, заявил, что за 24 часа до нападения видел Назала в доме № 31 по Конолли-штрассе, но узнал в нём работника олимпийской деревни и ничего не стал предпринимать. Остальные члены террористической группы прибыли в Мюнхен самолётами и поездами за несколько дней до теракта. Все члены олимпийских команд Уругвая и Гонконга, размещённые в одном здании с израильтянами, в ходе кризиса с заложниками были выпущены невредимыми.
5 сентября премьер-министр Израиля Голда Меир обратилась к другим странам с призывом «спасти наших граждан и осудить невыразимые словами совершённые преступления».

## Переговоры
Террористы организации потребовали до 12:00 освободить и обеспечить безопасный проход в Египет 234 палестинцев и прочих неарабов, находящихся в заключении в Израиле, а также 18 заключённых, содержащихся в тюрьмах Западной Европы (в т.ч. двух немецких радикалов Андреаса Баадера и Ульрику Майнхоф, основателей т. н. «фракции Красной армии»). Если требования не будут выполнены, террористы обещали убивать каждый час по одному спортсмену. Террористы выбросили через переднюю дверь тело Вайнберга, чтобы продемонстрировать свою решимость. Ответ Израиля последовал немедленно: никаких переговоров не будет. Официальной политикой Израиля в то время был отказ от переговоров с террористами в любых обстоятельствах, согласно позиции правительства Израиля такие переговоры послужат стимулом для последующих атак. Правительство ФРГ под руководством канцлера Вилли Брандта и федерального министра внутренних дел Ганса-Дитриха Геншера отвергло предложение Израиля послать отряд спецназа в Западную Германию. Министр внутренних дел Баварии Бруно Мерк, который совместно с Геншером и шефом мюнхенской полиции Манфредом Шрайбером возглавлял кризисный центр, заявляет, что Израиль вообще не делал подобных предложений.
Согласно словам журналиста Джона К. Кули, ситуация с заложниками представлялась особенно тяжёлой для западногерманских властей, поскольку заложники были евреями. Согласно Кули, немцы предлагали палестинцам неограниченные денежные суммы за освобождение атлетов и предлагали в заложники высокопоставленных лиц вместо израильтян, однако террористы отвергли оба предложения. Мэр олимпийского городка Вальтер Трёгер, президент западногерманского олимпийского комитета Вилли Дауме и баварский министр внутренних дел Бруно Мерк предлагали взять их в заложники взамен спортсменов, но террористы отказались.
Шеф полиции Мюнхена Манфред Шрайбер и министр внутренних дел Баварии Бруно Мерк вели прямые переговоры с террористами, повторяя предложение о выплате неограниченной суммы денег. Согласно Кули, ответ террористов был таков: «Деньги ничего для нас не значат, наши жизни ничего для нас не значат». Египетские советники при Лиге арабских государств Махди Гохари и Мохамед Хадиф, член МОК египтянин А. Д. Туни пытались помочь достижению соглашения с террористами, но безуспешно. Тем не менее переговорщикам удалось убедить террористов, что их требования были рассмотрены, и Иса пять раз продлевал свой «крайний срок».
В деревне атлеты вели обычный образ жизни, словно бы не обращая внимание на происходящее поблизости. Игры продолжались, пока растущее давление на Международный олимпийский комитет не вынудило его приостановить игры на 12 часов после убийства первого атлета. Американский бегун-марафонец Фрэнк Шортер, наблюдая за событиями со своего балкона, заявил: «Представьте себе этих бедолаг, каково им приходится. Каждые пять минут психопат с автоматом говорит: „Давайте прикончим их сейчас“, а другой отвечает: „Нет, давайте ещё немного подождём“. Как долго бы вы это выдержали?»
В олимпийскую деревню был отправлен небольшой полицейский отряд, состоящий из германских пограничников. Они были одеты в олимпийские куртки и носили с собой пистолеты-пулемёты. Специального оперативного плана освобождения заложников разработано не было. Полицейские находились на позициях, ожидая приказов. В это время команды журналистов снимали на камеры действия полиции и передавали свои репортажи в прямой эфир, что давало террористам возможность наблюдать за приготовлениями полиции по телевидению. Так, например, террористы увидели, как полицейские прячутся на крыше. Иса пригрозил убить двоих заложников, и полицейским пришлось оставить свои приготовления.
В ходе кризиса переговорщики требовали прямого общения с заложниками, чтобы убедиться в том, что израильтяне ещё живы. Тренер по фехтованию Андре Шпицер, бегло говорящий по-немецки, и тренер по стрельбе Кеат Шор — старший член израильской олимпийской делегации, провели краткие переговоры с германскими властями из окна второго этажа осаждённого здания, стоя под прицелом двоих террористов. Когда Шпицер попытался ответить на вопрос, его на виду у камер международных корреспондентов ударили прикладом АК-47 и оттолкнули от окна. Несколько минут спустя Ганс-Дитрих Геншер и Вальтер Трёгель, глава олимпийской деревни, были допущены на территорию террористов для общения с заложниками. Трёгель заявил, что его очень тронуло достоинство, с которым израильтяне держали себя, и они выглядели смирившимися со своей судьбой. Трегёль также отметил, что некоторые заложники, особенно Гутфройнд, показывали признаки физических страданий, которые им причиняли террористы, и что Давид Бергер ранен пулей в плечо. Во время допроса, проведённого кризисной командой, Геншер и Трёгель показали, что видели «четверых или пятерых» террористов в апартаментах. Эти цифры были приняты в качестве окончательных.
Во время беседы с заложниками Кеат Шор сказал Геншеру и Трёгелю, что израильтяне не будут возражать против перелёта в арабскую страну при наличии твёрдых гарантий безопасности со стороны немцев или страны, где они должны будут приземлиться. В 18:00 по мюнхенскому времени террористы озвучили новое требование о перелёте в Каир. Поняв, что физически и психологически крайне тяжело удерживать людей в здании ещё одни сутки, террористы потребовали самолёт до Каира, а также автобус и вертолёты, чтобы добраться с заложниками до аэропорта.

## Неудачная операция по освобождению заложников

### Планирование

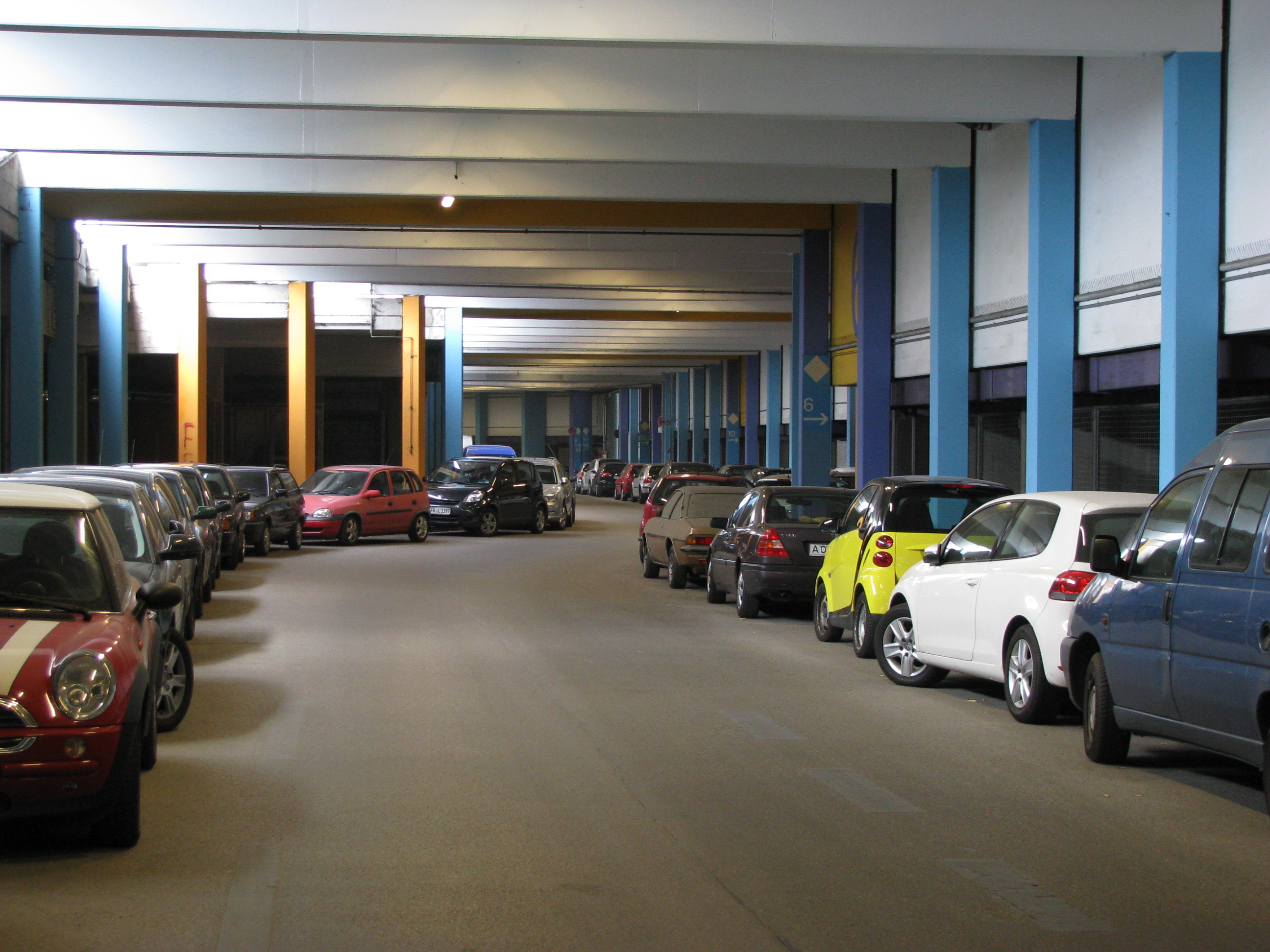
Подземный паркинг на Коноллиштрассе в 2013 году.

Власти ФРГ пошли на обман террористов, якобы согласившись с их требованием перелёта в Каир (хотя премьер-министр Египта Азиз Мухаммед Сидки уже заявлял западногерманским властям, «что Египет не желает быть замешанным в этом деле»). В другом сообщении указывался Тунис. В 20:10 к дому № 31 по Коноллиштрассе прибыл автобус, чтобы увезти террористов и заложников к двум военным вертолётам «Ирокез», эти вертолёты должны были отвезти их на военно-воздушную базу НАТО в Фюрстенфельдбрукке. Первоначально террористы требовали доставить их в международный аэропорт Мюнхен-Рим, но переговорщики убедили их, что аэропорт Фюрстенфельдбрука будет более удобен. У властей был тайный план операции по освобождению заложников в аэропорту.
Для засады отобрали пятерых снайперов, причиной выбора явилось в том что они соревновались в стрельбе по выходным. В ходе последующего расследования западногерманских властей один из офицеров (снайпер № 2) заявил: «я придерживаюсь мнения, что я не снайпер». Пятерых снайперов расположили вокруг аэропорта: троих — на крыше диспетчерской башни, один спрятался за служебным грузовиком и один укрылся за парапетом (на уровне земли) небольшой сигнальной вышки. Ни один из снайперов не прошёл специальной подготовки. Члены кризисной команды — Шрайбер, Геншер, Мерк и заместитель Шрайбера Георг Вульф наблюдали и руководили операцией с диспетчерской вышки аэропорта. Также за операцией наблюдали журналисты Кули и Рив, шеф Моссада Цви Замир и один из его старших заместителей Виктор Коэн. В последующие годы Замир неоднократно заявлял в интервью, что западные немцы никогда с ним не консультировались в ходе спасательной операции и он думал, что его присутствие было неудобным для них.
На взлётно-посадочной полосе ожидал самолёт Боинг-727, внутри него находились пять или шесть западногерманских полицейских, одетых как члены экипажа. Была достигнута договорённость, что Иса и Тони обследуют самолёт. План состоял в том, что как только двое террористов поднимутся на борт, засада нейтрализует их, снайперы перестреляют оставшихся у вертолётов террористов. Разработчики операции думали, что террористов у вертолётов будет не более двух или трёх (столько Геншер и Грёгель видели в доме № 31 по Коноллиштрассе). Однако в ходе перевозки на автобусе кризисная команда насчитала восемь террористов. В этот момент старший помощник Геншера полковник Ульрих Вегенер (впоследствии основатель германского контртеррористического отряда GSG-9), заявил: «Я уверен, что это погубит всё дело!».

### Провал
В последнюю минуту перед прибытием вертолётов в аэропорт Фюрстенфельдбрука немецкие полицейские, находящиеся в самолёте, решили покинуть его (возможно, из опасений взрыва самолёта, полного горючего) и оставить своё задание, не посоветовавшись с центральным командованием. Против более многочисленной и лучше вооружённой группы террористов осталось только пять снайперов.
Вертолёты приземлились в 22:30, из них вышли четверо пилотов и шесть террористов. В то время, как четверо террористов держали на мушке пилотов (нарушив своё предыдущее обещание не брать немцев в заложники), Иса и Тони отправились на осмотр самолёта и обнаружили, что он пуст. Поняв, что немцы устроили им ловушку, Иса и его товарищ бросились бежать обратно к вертолётам. Когда они пробегали мимо диспетчерской вышки, снайпер № 3 решил воспользоваться последним шансом уничтожить командира террористической группы и выстрелил в Ису, но ввиду плохого освещения промахнулся и вместо Исы попал в Тони, ранив его в бедро. Власти отдали снайперам приказ открыть огонь (это произошло около 23:00).
В последующем хаосе двое террористов (Ахмед Чик Таа и Афиф Ахмед Хамид), удерживающие пилотов вертолётов, были убиты, оставшиеся в живых террористы (один или двое получили ранения) укрылись за и под вертолётами (оказавшись вне линии огня снайперов) и открыли ответный огонь, разбивая светильники аэропорта. Антон Флигер Бауэр, западногерманский полицейский, находившийся на диспетчерской вышке, был убит. Пилоты вертолётов спаслись бегством, заложники, находившиеся внутри вертолётов, не могли это сделать, поскольку были связаны. В ходе перестрелки заложники тайком пытались освободиться от своих пут, после окончания операции на верёвках были обнаружены следы зубов.

### Гибель заложников
У полиции ФРГ не было броневиков наготове, и они вызвали бронетехнику только во время боя. Дороги к аэропорту были загружены, и бронетранспортёры прибыли на место только к полуночи. С их появлением террористы поняли, что существующая патовая ситуация изменилась и, видимо, запаниковали при мысли о провале операции. В шесть минут после полуночи 6-го сентября один из них (предположительно Иса) повернулся к заложникам в вертолёте, который находился с восточной стороны, и расстрелял их в упор из автомата Калашникова — Шпрингер, Халфин и Фридман погибли сразу. Бергер, дважды раненный в ногу, вероятно, пережил первоначальный расстрел, поскольку посмертное вскрытие установило, что он умер, задохнувшись дымом. Затем террорист сорвал чеку и забросил гранату в кабину; последующий взрыв разнёс вертолёт, заложники, находящиеся внутри, сгорели.
После этого Иса побежал по взлётно-посадочной полосе, стреляя по полиции, но был убит ответным огнём. Халид Явад пытался убежать, но был сражён снайпером № 2. Происшедшее с остальными заложниками продолжает оставаться предметом дискуссий. Согласно результатам расследования немецкой полиции, один из снайперов и несколько заложников попали под выстрелы полиции. Реконструкция событий, проведённая журналом Time на основе долго скрываемого доклада баварского прокурора, показала, что третий террорист (Рив считает, что это был Аднан аль-Гаши) стоял у двери вертолёта с западного края и поливал заложников огнём из своего автомата. Гутфройнд, Шор, Славин, Шпицер и Шапиро получили по четыре попадания каждый. Только тело Зеева Фридмана из восточного вертолёта осталось сравнительно невредимым: его выбросило из вертолёта взрывом. Точную причину смерти заложников в восточном вертолёте установить сложно, поскольку взрыв и последующий пожар сжёг их тела почти до неузнаваемости.
Трое оставшихся в живых террористов легли на землю (один из них притворился убитым) и были захвачены полицией. Джамаль аль-Гаши был ранен в правое запястье, Мохамед Сафади был ранен в мякоть бедра, Аднан аль-Гаши был невредим. Тони убежал с поля боя, но полиция пустила по следу собак и обнаружила его спустя 40 минут на стоянке для машин аэропорта. Его загнали в угол, забросали гранатами со слезоточивым газом и убили после короткой перестрелки. К 01:30 всё было закончено. Перестрелка длилась почти полтора часа с небольшим перерывом.

### Сообщения прессы
Первоначально (ещё до конца операции) сообщалось, что все заложники остались в живых и все террористы были убиты, однако позднее представитель Международного олимпийского комитета намекнул, что «первоначальные сообщения были чрезмерно оптимистичными». Американский спортивный тележурналист Джим Маккей, освещавший в том году события Олимпиады для канала АВС, следил за событиями. В 3:24 Маккей выступил с официальным сообщением:

 Мы только что получили последние известия…вы знаете, когда я был ребёнком, — мой отец говорил: «Наши великие мечты и наши худшие опасения редко сбываются». Сегодня ночью оправдались наши худшие опасения. Они сказали, что всего было одиннадцать заложников. Двое были убиты в своих комнатах вчерашним утром, девять были убиты в аэропорту сегодня ночью. Они все погибли.
Оригинальный текст (англ.)We just got the final word ... you know, when I was a kid, my father used to say "Our greatest hopes and our worst fears are seldom realized." Our worst fears have been realized tonight. They've now said that there were eleven hostages. Two were killed in their rooms yesterday morning, nine were killed at the airport tonight. They're all gone. 
— Джим Маккей

### Критика операции
Автор Симон Рив среди прочих писал, что бой с хорошо подготовленными боевиками «Чёрного Сентября» показал вопиющую неподготовленность германских властей. Они были не готовы иметь дело с таким поворотом событий. Этот дорого обошедшийся урок привёл к основанию через два месяца полицейского антитеррористического подразделения GSG 9.
Авторы доказывают, что германские власти допустили ряд ошибок. Во-первых, согласно ограничениям, накладываемым Конституцией послевоенной Западной Германии, армия не могла участвовать в операции по спасению заложников, так как германским вооружённым силам не разрешалось действовать в пределах Германии в мирное время. Вся полнота ответственности была в руках мюнхенской полиции и властей Баварии.
За полчаса до прибытия террористов и заложников в Фюрстенфельдбрук стало известно, что число боевиков больше, чем предполагалось сначала. Несмотря на эту новость, Шрайбер решил провести операцию согласно первоначальному плану, но, так как у снайперов не было раций, то эта информация не могла быть до них донесена. Согласно базовым принципам снайперских операций, должно быть достаточное число снайперов (по меньшей мере, по двое на каждую известную цель; в случае операции в аэропорту их должно было быть по меньшей мере десять), чтобы первым же залпом нейтрализовать как можно больше террористов. В документальном сериале 2006 года «Секунды до катастрофы» (производство National Geographic) показывается, что вертолёты должны были приземлиться на тротуаре к западу от контрольной башни и развернуться таким образом, чтобы террористы, распахнувшие двери вертолётов, оказались бы прямо на линии огня снайперов. Вместо этого вертолёты приземлились лицом к контрольной башне посередине взлётно-посадочной полосы. Это не только предоставило террористам укрытие после начала перестрелки, но и поставило снайперов № 1 и № 2 на линию огня трёх снайперов, разместившихся на контрольной башне. Снайперы потеряли возможности для стрельбы: в результате трое снайперов, занимавших выгодные позиции, остались против восьмерых хорошо вооружённых боевиков.
Кризисный комитет, который должен был принимать решения по поводу инцидента, состоял из Бруно Мерка (министра внутренних дел Баварии), Ганса-Дитриха Геншера (министра внутренних дел Западной Германии) и Манфреда Шрайбера (шефа полиции Мюнхена), другими словами — из двух политиков и одного тактика. За год до Олимпийских игр Шрайбер участвовал в разрешении другого кризиса с заложниками (в ходе провалившегося ограбления банка), тогда он приказал снайперу пристрелить одного из преступников, но тот был только ранен. В результате налётчики застрелили женщину, и Шрайбер был обвинён в непредумышленном убийстве. Последующее расследование установило, что Шрайбер делал всё правильно, но предыдущее решение повлияло на его действия в ходе последующего захвата заложников на Олимпийских играх.
Как уже было отмечено, у пятерых немецких снайперов в Фюрстенфельдбруке не было радиосвязи со своими товарищами (как и с оперативным командованием), следовательно, координации огня не было. Единственную связь снайперов с оперативным командованием осуществлял Георг Вульф, который лежал позади тройки снайперов на контрольной башне и отдавал приказы прямо им. Двое снайперов на земле получили расплывчатые инструкции открыть огонь, когда начнут стрелять остальные, в основном они оказались предоставлены самим себе.
Вдобавок у снайперов не было подходящей экипировки для проведения данной операции. Некоторые эксперты считают, что штурмовые винтовки G3 Heckler & Koch, использованные полицией в ходе операции, не подходят для дистанции, с которой пришлось стрелять снайперам. У G3, в то время стандартной винтовки сил Бундесвера, был 510-мм ствол, в то время как 690-мм ствол (например, винтовка SSG69, которая состояла на вооружении у мюнхенской полиции) обеспечил бы намного более точную стрельбу на данной дистанции . Ни на одной из винтовок не был установлен телескопических или инфракрасных прицелов. У снайперов не было ни стальных касок, ни пуленепробиваемых жилетов. Близ аэродрома Фюрстенфельдбрука не было наготове бронетранспортёров; те, которые вызвали после начала перестрелки, находились слишком далеко.
Были допущены многочисленные тактические ошибки. Как упоминалось ранее, снайпер № 2 расположился за контрольной башней, оказавшись прямо на линии огня своего товарища — снайпера на контрольной башне — без какой-либо защиты, и ни один из полицейских не знал, что он там находится . По этим причинам снайпер № 2 ни разу не выстрелил в ходе перестрелки, пока террорист Халид Явад не попытался спастись бегством и наскочил прямо на притаившегося снайпера № 2. Тот застрелил бегущего террориста, но был тяжело ранен своим коллегой, который не знал, что стреляет в своего. Рядом с ним находился припавший к земле пилот вертолёта Гуннар Эбель, он был также ранен полицейским огнём. Оба, Эбель и снайпер № 2, выздоровели после полученных ранений.
Ни один из полицейских, составлявших фальшивый экипаж Боинга-727, не подвергся преследованию и наказанию за оставление своего поста.
Большинство полицейских и пограничников, опрошенных в ходе интервью при съёмке фильма «Один день в сентябре», не сказали правды, так как им угрожали потерей пенсии. Ошибки, допущенные немцами при проведении операции, были в итоге подробно описаны Гейнцем Гохенсайном, одним из участников операции; он рано ушёл в отставку и не рисковал потерей пенсии.

## Последствия
Канцлер ФРГ Вилли Брандт выполнил требование лидера Ливии Муаммара Каддафи и выдал ему трупы пяти убитых в Фюрстенфельдбруке террористов: Афифа, Назала, Чика Таа, Хамида и Явада. Каддафи лично возглавил 30-тысячную процессию на их похоронах как «героев палестинского народа» и «вручил пять миллионов долларов Ясиру Арафату». Правительство Израиля потребовало передать ему для суда оставшихся в живых террористов, но Брандт ответил, что их будут судить в ФРГ. Спустя некоторое время их выпустили на свободу в рамках обменной сделки. 8 сентября в ответ на теракт израильская авиация нанесла авиаудар по десяти базам организации освобождения Палестины, что привело к гибели свыше двухсот человек.
29 ноября угонщики западногерманского самолёта авиакомпании Lufthansa озвучили требование по освобождению трёх выживших в ходе операции в Фюрстенфельдбруке террористов, ожидавших суда. Западная Германия незамедлительно освободила Сафади и аль-Гаши, которые прибыли в Ливию и удостоились бурного приёма толпы. Находясь в Ливии, они на пресс-конференции дали полный отчёт о своих действиях.
Трагедия Олимпиады побудила многие европейские правительства создать постоянные профессиональные контртеррористические части постоянной готовности или реорганизовать с этой целью уже существующие отряды. После мюнхенской Олимпиады в Германии было создано спецподразделение по борьбе с терроризмом (GSG-9), которое провело в 1977 году успешную операцию по освобождению пассажиров самолёта «Люфтганзы» в аэропорту Могадишо в Сомали. Влиятельные разработчики и производители оружия выпустили новые типы вооружений, более подходящие для борьбы с терроризмом.
Трагедия в Мюнхене заставила советские органы госбезопасности также принять похожие меры, поскольку в СССР уже имели место несколько попыток угона самолётов с захватами заложников. 29 июля 1974 года распоряжением Председателя КГБ СССР Юрия Андропова была образована группа «А» при Седьмом управлении КГБ СССР (она же спецподразделение «Альфа»), которой доверили проведение операций по освобождению заложников и нейтрализации преступников.

### Продолжение олимпиады

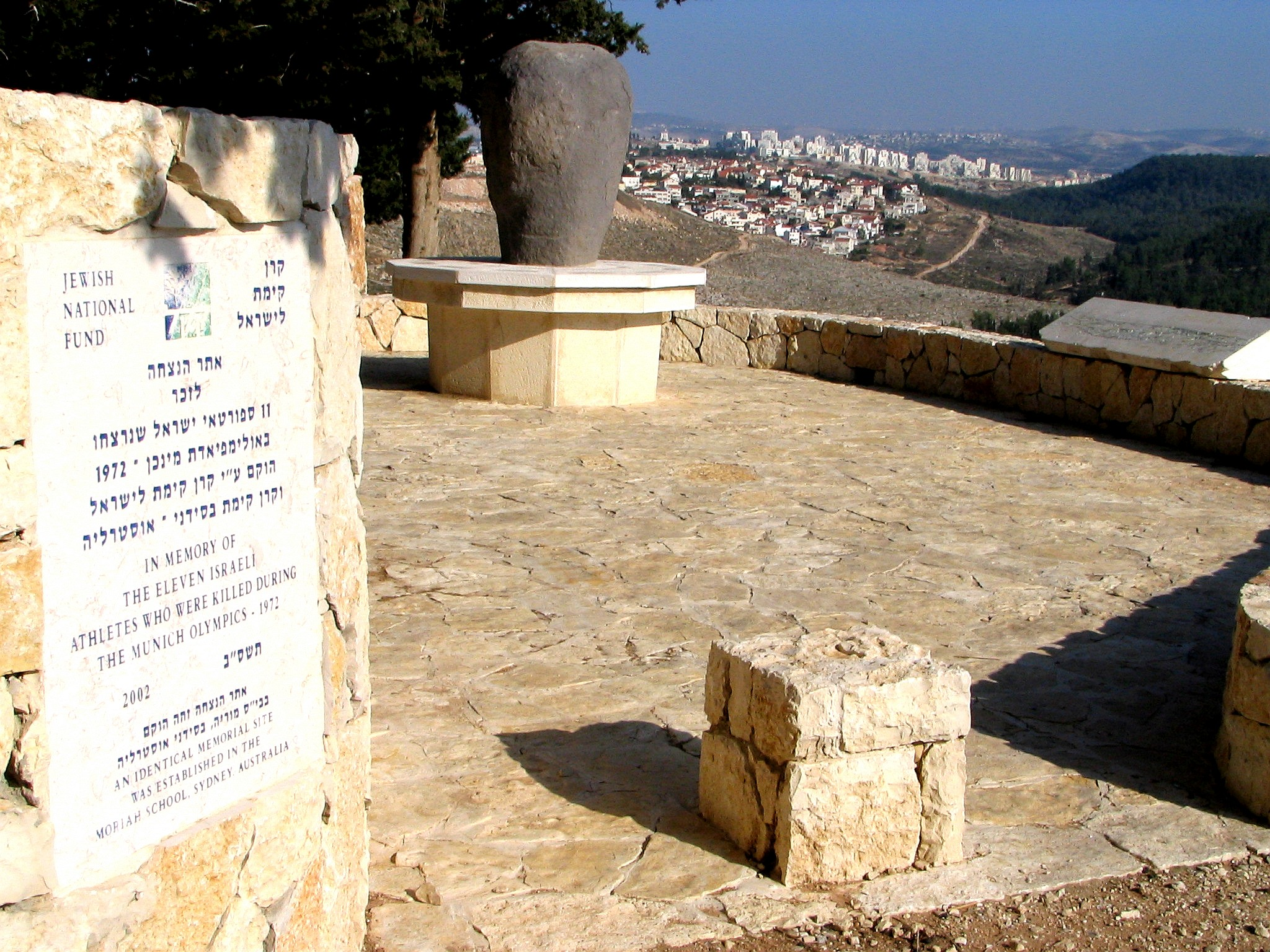
Мемориал памяти жертв теракта в Бен-Шеменском лесу в Израиле

На волне захвата заложников впервые в новейшей олимпийской истории были приостановлены соревнования. 6 сентября на Олимпийском стадионе была проведена поминальная служба, которую посетило 80 тысяч человек и 3 тысячи атлетов. Президент МОК Эвери Брендедж в ходе своей речи о силе олимпийского движения сделал небольшое упоминание о погибших атлетах и сравнил нападение на израильских спортсменов с недавними аргументами о посягательстве на профессионализм и о недопущении к участию в олимпиаде Южной Родезии, что вызвало возмущение многих слушателей. Семьи погибших представляли вдова Андре Шпицера Анки, мать Моше Вайнберга и двоюродный брат Вайнберга Кармель Элиаш. В ходе поминальной службы у Элиаша произошёл сердечный приступ, от которого он скончался. Открыл панихиду увертюрой Бетховена «Эгмонт» оркестр Мюнхенского оперного театра. На церемонии присутствовали спортсмены из всех стран, кроме 10 арабских стран и СССР.
Большинство из 80 тысяч зрителей, присутствовавших на Олимпийском стадионе в ходе футбольного матча ФРГ — Венгрия, размахивали трещотками и флагами, но когда несколько зрителей развернули баннер с надписью «17 погибших уже забыты?», сотрудники охраны убрали баннер и вывели виновных за пределы стадиона. В ходе поминальной службы по просьбе Вилли Брандта был приспущен олимпийский флаг и флаги большинства стран-участниц Олимпиады. Десять арабских стран отказались приспустить флаги в знак памяти убитых израильтян, их флаги почти немедленно были подняты на вершины флагштоков.
Президент мюнхенского оргкомитета Игр Вилли Дауме сначала хотел отменить оставшиеся соревнования Олимпиады, но к полудню победили Брендедж и его сторонники, выступавшие за продолжение Игр. Брендедж заявил: «Игры должны продолжаться и… и мы должны продолжать наши усилия, чтобы игры оставались чистыми, безупречными и честными». Правительство и Олимпийский комитет Израиля поддержали это решение. После однодневного перерыва (единственный подобный случай в истории Игр) Олимпийский комитет возобновил соревнования.
6 сентября после поминальной службы оставшиеся члены олимпийской команды Израиля покинули Игры и уехали из Мюнхена. Ко всем еврейским спортсменам приставили охрану. Американский пловец Марк Спитц, выигравший рекордные 7 золотых медалей и уже закончивший выступления, покинул Мюнхен во время кризиса с заложниками (будучи известным евреем, он мог стать целью для похищения). 7 сентября игры покинула команда Египта, заявив, что опасается возмездия. Команды Филиппин и Алжира, некоторые члены голландской и норвежской команд также покинули Олимпиаду. Американский бегун-марафонец Кенни Мур, написавший об инциденте в американский еженедельный журнал Sports Illustrated, процитировал голландского стайера Йоса Херменса: «Вы участвуете в вечеринке, и кого-то убивают на вечеринке, вы уйдёте с вечеринки. Я собираюсь домой». Многие спортсмены, потрясённые трагедией, продолжили участие на Олимпиаде, хотя понимали, что их мечта о соревновании оказалась разбитой.
Четыре года спустя на летней Олимпиаде в Монреале, когда израильская команда вошла на стадион в ходе церемонии открытия, Джим Маккей отметил, что их национальный флаг снабжён траурной ленточкой.
Семьи некоторых жертв просили Международный олимпийский комитет установить постоянный мемориал погибших. Комитет ответил отказом, заявив (согласно Би-би-си), что особая ссылка на жертвы может «привести к отчуждению других участников от олимпийского сообщества». Алекс Гилади, чиновник Олимпийского комитета Израиля заявил Би-би-си: «Мы должны учитывать, как это может повлиять на членов других делегаций, враждебно настроенных к Израилю».

## Память
На мосту, соединяющем Олимпийский стадион в Мюнхене с бывшей олимпийской деревней, установлен памятник, на передней двери жилого комплекса на Конолли-штрассе, 31 установлена мемориальная доска. 15 октября 1999 года на одной из больших осветительных вышек олимпийского стадиона в Сиднее открыта мемориальная плита.
5 сентября 2022 года президент Германии Франк-Вальтер Штайнмайер принёс извинения Израилю за недостаточную защиту израильских спортсменов, которые погибли во время теракта. Германия выплатит родственникам погибших в общей сложности 28 млн евро.

### Ответ Израиля
Голда Меир и комитет обороны Израиля отдали секретный приказ «Моссаду» выследить и уничтожить ответственных за убийство спортсменов в Мюнхене — операцию «Гнев Божий». Цви Замир описал цель миссии как «положить конец терактам, (совершаемым в Европе)». Было принято решение о физическом уничтожении (убийстве) 13 лиц, прямо или косвенно причастных к подготовке и осуществлению захвата заложников. Моссад отправил несколько специальных групп, чтобы те с помощью баз службы в Европе нашли и уничтожили террористов.
Бенни Моррис пишет, что при составлении списка целей была использована информация, полученная от ренегатов из Организации освобождения Палестины и дружески настроенных европейских разведывательных служб. После составления списка по Европе прокатилась волна убийств подозреваемых сотрудников Чёрного Сентября.
9 апреля 1973 года Израиль провёл в Бейруте операцию «Весна молодости» силами Моссада и ЦАХАЛа. Целями операции были Мохаммад Юсуф аль-Наджар (Абу Юсуф) глава разведки ФАТХа, который, согласно Морису, организовал «Чёрный Сентябрь»; Камаль Адван, возглавлявший так называемый западный сектор, контролировавший операции ООП в Израиле, и Камаль Насир, представитель ООП. Группа коммандос из Сайерет Маткаль, приплывшая на девяти лодках и небольшом числе патрульных лодок, высадилась на безлюдном ливанском пляже, затем, пересев на две машины, достигла пригорода Бейрута, где уничтожила Наджара, Адвана и Насира. Два других отряда взорвали штаб Народного фронта освобождения Палестины в Бейруте и завод по производству взрывчатки ФАТХа. Командиром отряда коммандос, осуществивших операцию, был будущий премьер-министр Израиля Эхуд Барак.
21 июля 1974 года в так называемой Лиллехаммерской операции команда агентов Моссада уничтожила в Лиллехаммере (Норвегия) марокканца Ахмеда Бучки, не имевшего отношения к теракту в Мюнхене, после ошибочного сообщения информатора, что под личиной Бучки скрывается Али Хасан Саламе — начальник личной охраны Арафата и оперативник «Чёрного Сентября». Пять агентов «Моссада» (двое из них — женщины) были схвачены норвежскими властями, остальным удалось ускользнуть. Схваченные агенты были осуждены за убийство и приговорены к тюремному заключению, но были освобождены и вернулись в Израиль в 1975 году. Позднее «Моссад» нашёл и уничтожил Саламе в Бейруте 22 января 1979 года посредством взрыва бомбы в автомобиле. При взрыве погибли четверо прохожих, 18 человек получили ранения. Согласно офицеру ЦРУ Дуэйну «Деви» Клэриджу, с 1975 по 1978 год главе ближневосточного отдела оперативного управления ЦРУ, в середине 1976 года в ходе хаоса гражданской войны в Ливане, Саламе с благословения Арафата явился в американское посольство в Бейруте и предложил помощь американцам. Американцы чувствовали, что ему можно доверять, но сотрудничество внезапно оборвалось после убийства Саламе. Американцы обвиняют в этом Израиль.
Симон Рив пишет, что израильская операция продолжалась более 20 лет. Он описывает убийство главы разведки ООП Атефа Бсейсо в 1992 году в Париже и заявляет, что Израиль, в общем, подтвердил, что пошёл на это в связи с событиям в Мюнхене. Рив также пишет, что, в то время как власти Израиля утверждали, что операция «Гнев божий» была направлена на возмездие за осиротевшие семьи убитых в Мюнхене спортсменов, «некоторые родственники хотели, чтобы таким же образом поквитались и с палестинцами». Рив пишет, что семьи отчаялись узнать правду о событиях в Мюнхене; по его мнению, немцы длительное время скрывают правду. После 20 лет борьбы с германским правительством семьи погибших, возглавляемые Энки Шпицер и Иланой Романо (вдовами тренера по фехтованию Андре Шпицера и тяжелоатлета Йосефа), нашли официальные документы, показывающие всю глубину этого прикрытия. После продолжительных судебных тяжб семьи жертв теракта в Мюнхене в 2004 году достигли финансового соглашения с германским правительством.
В статье 2012 года германского новостного журнала Der Spiegel утверждается, что последние несколько десятилетий немецкие власти скрывали информацию о проявленном непрофессионализме, который привёл к резне. В течение 20 лет Германия отказывалась предоставить информацию о теракте и не принимала на себя ответственность за его исход. Журнал докладывает, что правительство скрывает 3808 файлов, содержащих десятки тысяч документов: секретные доклады властей, телеграммы посольства и протоколы кабинетных совещаний, демонстрирующих недостаток профессионализма германских властей, приведший к резне. Газета также пишет, что германские власти за три недели были осведомлены о том, что палестинцы планируют «инцидент» на Олимпиаде, но не предприняли необходимые меры безопасности, и что эти факты пропали из официальной документации германского правительства.

## Уцелевшие террористы
Двое из переживших перестрелку в аэропорту террористов (Мохаммед Сафади и Аднан аль-Гаши) были уничтожены Моссадом в ходе операции «Гнев божий». Предполагается, что на аль-Гаши вышли после того, как он вступил в контакт с двоюродным братом в одном из государств Персидского залива, а Сафади выследили, так как он оставался в контакте с семьёй в Ливане. Аарон Кляйн оспаривает этот отчёт в своей книге, утверждая, что аль-Гаши умер от сердечного приступа в 1970-х, а Сафади мог быть убит катаибами в Ливане в начале 1980-х или, согласно оперативнику ООП (другу Сафади), всё ещё быть в живых (на 2005 год).
Преобладает мнение, что Джамаль аль-Гаши остаётся единственным оставшимся в живых террористом, укрывающимся в северной Африке или в Сирии (по состоянию на 2012 год), всё ещё опасаясь возмездия со стороны Израиля. Он был одним из террористов, дающих интервью с 1972 года. В 1992 году он дал интервью палестинской газете, а в 1999 дал интервью для фильма One Day in September, в ходе интервью его лицо было скрыто.
Из тех, кто, по предположениям, спланировали теракт, только Абу Дауд, заявлявший, что захват заложников был его идеей, умер естественной смертью. Журнал Der Spiegel опубликовал секретные исторические документы, полученные от германской секретной службы, показывающие, что дортмундская полиция за семь недель до теракта была осведомлена о сотрудничестве Абу Дауда с неонацистом Вилли Полем. В январе 1977 года французская полиция задержала Абу Дауда в Париже, - он приехал из Бейрута под чужим именем. Благодаря протестам ООП, Ирана и Ливии, заявивших, что Абу Дауд ехал на похороны товарища по ООП и должен получить дипломатическую неприкосновенность, французское правительство отказало в просьбе Западной Германии о выдаче, сославшись на то, что она была неправильно оформлена. Абу Дауда посадили на самолёт, полетевший в Алжир, прежде, чем Западная Германия прислала новую просьбу. 27 июля 1981 года в кафе варшавского отеля «Виктория» (ныне «Солитель») в Абу Дауда угодило пять пуль с дистанции примерно в два метра, но Абу Дауд выжил после покушения и даже преследовал стрелка до входной двери, у которой упал без сил.
Абу Дауду разрешили посетить израильскую территорию в 1996 году, чтобы принять участие в совещании ООП в секторе Газа, которое проводилось с целью отменить статью, призывавшую к уничтожению Израиля в уставе. В автобиографии From Jerusalem to Munich, впервые опубликованной в 1999 году во Франции, и позднее в интервью журналу Sports Illustrated Абу Дауд писал, что операцию в Мюнхене профинансировал Махмуд Аббас, председатель ООП с 11 ноября 2004 года и председатель палестинской автономии с 15 января 2005 года. По словам Абу Дауда, Махмуд Аббас не знал, на что были потрачены деньги. Абу Дауд полагает, что если бы израильтяне знали, что Махмуд Аббас профинансировал теракт в Мюнхене, то соглашения в Осло 1993 года не были бы достигнуты.
Абу Дауд, проживавший с женой на пенсию, предоставленную палестинской автономией, заявил что «мюнхенская операция получила одобрение у Арафата», хотя сам Арафат не принимал участия в подготовке и осуществлении операции. В автобиографии Дауд пишет, что Арафат напутствовал группу отправившихся на задание террористов словами «Храни вас Бог».
Энки Шпицер, вдова тренера по фехтованию Андре Шпицера отклонила несколько предложений о встрече с Абу Даудом, заявляя, что единственное место, где она хотела бы видеть Абу Дауда — это зал суда. В 2006 на интервью, проводимом журналом Der Spiegel по случаю выхода фильма «Мюнхен» режиссёра Стивена Спилберга, Абу Дауд заявил «Я ни о чём не сожалею. Даже не мечтайте, что я буду извиняться».
Абу Дауд скончался 3 июля 2010 года в Сирии в возрасте 73 лет от почечной недостаточности.

## Список заложников

Члены олимпийской сборной Израиля 1972 года, сфотографированные перед приездом в Мюнхен. Подробнее смотрите в прилагаемой таблице

Прилагательная таблица членов олимпийской сборной Израиля на Летних Олимпийских играх 1972.
| Номер на фото | Возраст | Имя             | Профессия                    | Гибель                                  |
| ------------- | ------- | --------------- | ---------------------------- | --------------------------------------- |
| 2             | 33      | Моше Вайнберг   | тренер по борьбе             | убит в качестве примера                 |
| 3             | 31      | Йосеф Романо    | штангист                     | убит при попытке сопротивления в начале |
| 4             | 28      | Давид Бергер    | штангист                     | убиты при взрыве вертолёта гранатой     |
| 5             | 28      | Зеев Фридман    | штангист                     | убиты при взрыве вертолёта гранатой     |
| 6             | 24      | Элиэзер Халфин  | борец                        | убиты при взрыве вертолёта гранатой     |
| 11            | 51      | Яаков Шпрингер  | судья по тяжёлой атлетике    | убиты при взрыве вертолёта гранатой     |
| 1 (врезка)    | 40      | Йосеф Гутфройнд | судья по классической борьбе | застрелены в другом вертолёте           |
| 7             | 40      | Амицур Шапира   | тренер по лёгкой атлетике    | застрелены в другом вертолёте           |
| 8             | 53      | Кехат Шор       | тренер по стрельбе           | застрелены в другом вертолёте           |
| 9             | 18      | Марк Славин     | борец                        | застрелены в другом вертолёте           |
| 10            | 27      | Андре Шпицер    | тренер по фехтованию         | застрелены в другом вертолёте           |

Трое из пяти погибших спортсменов — Зеев Фридман (№ 5), Элиэзер Халфин (№ 6) и Марк Славин (№ 9) — были недавними репатриантами из СССР, переехавшими в Израиль в 1960, 1969 и 1972 гг. соответственно.

## Погибшие в ходе теракта
Убитые в ходе первоначальной перестрелки:
- Моше Вайнберг (тренер по борьбе)
- Йосеф Романо (штангист)

Расстрелянные и подорванные гранатой в восточном вертолёте (в порядке, в котором размещались в вертолёте, слева направо)
- Зеев Фридман (штангист)
- Давид Бергер (штангист)
- Яаков Шпрингер (судья по тяжёлой атлетике)
- Элиэзер Халфин (борец)

Расстрелянные в западном вертолёте (в порядке, в котором размещались в вертолёте, слева направо)
- Йосеф Гутфройнд (судья по классической борьбе)
- Кехат Шор (тренер по стрельбе)
- Марк Славин (борец)
- Андре Шпицер (тренер по фехтованию)
- Амицур Шапира (тренер по лёгкой атлетике)

Убитые на взлётно-посадочной полосе
- Антон Флигербауэр (немецкий полицейский)
- Палестинцы, убитые германской полицией
  - Лютиф Афиф (Иса)
  - Юсуф Назал (Тони)
  - Афиф Ахмед Хамид (Паоло)
  - Халид Явад (Салах)
  - Ахмед Чик Таа (Абу Халла)

## Фильмы и ТВ передачи
- «Двадцать один час в Мюнхене» (англ. 21 Hours at Munich, 1976)[39]
- «Меч Гедеона» (англ. Sword of Gideon, 1986), реж. Майкл Андерсон
- «Мюнхен» (Munich, 2005), реж. Стивен Спилберг
- «Мюнхен — 1972. Секретные материалы» (2005)[40]
- «Мюнхен: месть Моссада» (2006)[англ.] (Atlantic Productions, Великобритания)[41]
- «Кровавая бойня на Олимпиаде в Мюнхене» (Munich Olympic Massacre, 2006) — 36-я серия документального телесериала «Секунды до катастрофы»
- «1972» (2008)[42] Сары Моррис
- «Пятое сентября» (англ. September 5, 2024), реж. Тим Фельбаум